# Port-Aviation

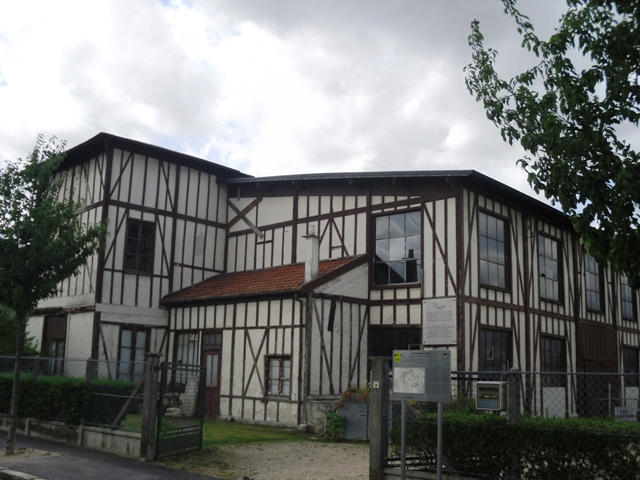
Officiersmess

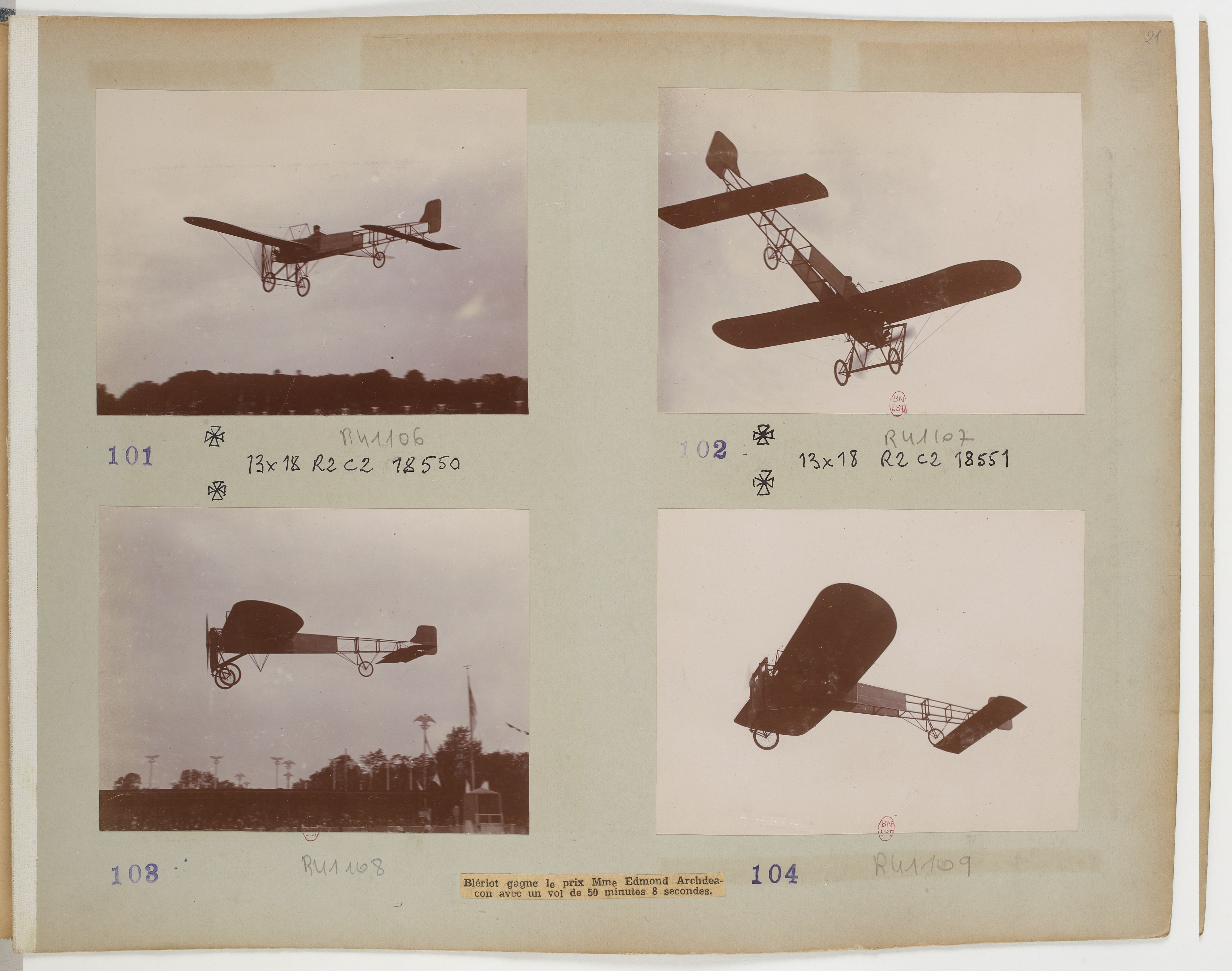
Op 4 juli 1909 vloog Louis Blériot 50 minuten en 8 seconden boven Port-Aviation

Port-Aviation was een luchthaven in de Franse gemeente Viry-Châtillon nabij Parijs. Het vliegveld werd geopend op 1 april 1909 en was hiermee een van de eerste speciaal aangelegde vliegvelden ter wereld. De luchthaven werd reeds gesloten in 1919 en werd bebouwd. De wijk die hier werd opgetrokken draagt eveneens de naam Port-Aviation.

## Beschrijving
Het vliegveld bestond uit een cirkelvormige piste in gras met een lengte van 3 km. In het midden stond een mast. Het vliegveld werd gebouwd in een natuurlijke kom in het landschap voor beschutting tegen de wind. Naast een landingsbaan werden ook tribunes, hangars, herstelplaatsen, restaurants en een perszaal gebouwd. 

## Geschiedenis
Op 30 juli 1908 werd in de regio Parijs de Société d'encouragement à l'aviation opgericht. Doel van de vereniging was om een luchthaven te bouwen, een vliegschool op te richten en een vliegshow te organiseren. Er werd een terrein gekozen in de gemeente Viry-Châtillon tussen de Orge, de autoweg N7, de Boulevard Husson en het aquaduct van de Loing.
De opening voor het publiek vond plaats op 1 april 1909 in aanwezigheid van twee vliegtuigen. De plechtige opening gebeurde op 23 mei met een eerste vliegshow die pas 's avonds kon beginnen door de sterke wind. Léon Delagrange vloog vijf rondes over de piste en het talrijk opgekomen publiek op een hoogte van vijf meter. Op 4 juli voerde Louis Blériot een vlucht van meer dan 50 minuten uit boven Port-Aviation ter voorbereiding van zijn oversteek van Het Kanaal later die maand. In oktober lokte een vliegshow meer dan 100.000 toeschouwers. Op Port-Aviation werd in 1913 voor het eerst ondersteboven gevlogen en werden voor het eerst loopings uitgevoerd.
Tijdens de Eerste Wereldoorlog richtte het Franse leger een vliegschool voor piloten in op Port-Aviation. 598 Franse piloten genoten er hun opleiding in Caudron-toestellen. Ook Britse en Belgische piloten werden er gevormd. Maar al tijdens de oorlog bleek het vliegveld door zijn ligging en de korte baan minder geschikt voor opstijgen en landen, zeker met de krachtigere motoren. Ook was het terrein gevoelig voor overstromingen. Daarom werd het vliegveld in 1919 gesloten.
De terreinen werden in loten verkocht tussen 1919 en 1933. Op de terreinen verrees een nieuwe woonwijk, Port-Aviation. In de wijk zijn straten genoemd naar luchtvaartpioniers.